# دنیس نیلسن
دنیس اندرو نیلسن (۲۳ نوامبر ۱۹۴۵ – ۱۲ مه ۲۰۱۸) قاتل سریالی اسکاتلندی بود که بین سال‌های ۱۹۷۸ تا ۱۹۸۳ میلادی، حداقل ۱۲ مرد جوان و پسر را در لندن، انگلستان به قتل رساند. او به شش قتل و دو تجری به قتل در اولد بیلی محکوم شد.